# Phytoseius ciliatus
Phytoseius ciliatus är en spindeldjursart som beskrevs av Wainstein 1975. Phytoseius ciliatus ingår i släktet Phytoseius och familjen Phytoseiidae. Inga underarter finns listade i Catalogue of Life.